# Ben Simmons
Benjamin David Simmons (født d. 20. juli 1996) er en australsk-amerikansk professionel basketballspiller, som spiller for NBA-holdet Brooklyn Nets.
Simmons har både australsk og amerikansk statsborgerskab, i det hans far er amerikaner og mor er australier. Simmons repræsenterer Australiens basketballlandshold internationalt.

## Spillerkarriere

### Philadelphia 76ers

#### Draft og rookiesæson
Efter et enkelt år i collegebasketball, erklærede Simmons for 2016 NBA draften. Her blev han valgt med det første valg af Philadelphia 76ers. Simmons måtte dog vente en hel sæson for NBA-debut, da han kort for begyndelsen af 2016-17 sæsonen fik en skade til sin fod. Skaden viste sig at være slemmere end forventet, og han måtte udeblive hele hans første sæson.
Simmons fik sin debut ved starten 2017-18 sæsonen, og imponerede med det samme. Simmons unikke spillestil ledte ham til en sæson, hvor at havde et gennemsnit på 15.8 point, 8.2 assist og 8.1 rebounds per kamp. I sæsonen fik Simmons næstflest triple doubles, hvilke er når en spiller har tocifret point, assist og rebounds i en kamp, som førsteårspiller. Kun Oscar Robertson havde flere triple doubles i sin debutsæson end Simmons. Han blev kåret til Rookie of the Year for 2017-18. Det var dog ikke helt uden kontrovers, da nogle mente at han ikke burde kvalificere sig som rookie, da han havde været i ligaen i et år før, men bare ikke havde spillet. Dette blev dog ikke godtaget, da en spiller er en rookie i den sæson som han spiller sin første kamp ifølge NBA, og dermed var Simmons kvalificeret til at vinde. 

#### All-Star
I 2018-19 sæsonen fortsatte Simmons sin udvikling, og blev for første gang i sin karriere valgt til All-Star holdet, som den første australske spiller nogensinde. 76ers var igen gode, og kom til slutspillet, hvor at de slog Brooklyn Nets i den første runde, før at de tabte i den anden runde på yderst dramatisk vis til Toronto Raptors, da Kawhi Leonard scorede det kampvindende skud i det sidste sekund af den syvende kamp.
I 2019-20 sæsonen blev Simmons igen valgt til All-Star holdet, og kom for første gang på All-Defensive First Team, hvilke gives til de 5 bedste forsvarspillere i sæsonen, samt kom Simmons på All-NBA Third Team, hvilke er de 11 til 15 bedste spillere fra året før. Simmons missede dog slutspillet på grund af en knæskade, og 76ers tabte grundigt til Celtics uden ham.
Simmons blev igen valgt til All-Star holdet og på All-Defensive holdet i 2020-21 sæsonen, men spillede meget ringe i slutspillet. Simmons scorede meget lidt i forhold til hvad han plejede, og skød en NBA-rekord dårlig 34% på frikast i slutspillet.

#### No-show
Efter Simmons dårlige slutspil i 2020-21 sæsonen, sagde 76ers træner Doc Rivers, at han var usikker på, om Simmons nogensinde kunne være en stjernespiller på et mesterskabsvindene hold. I response til dette, besluttede Simmons i august 2021, at han ikke længere ville spille for holdet. Han valgte derfor, at ikke dukke op til 76ers træningskampe, træninger og sæsonkampe. Over de næste måneder spillede Simmons ikke én gang, og blev løbende givet bøder af holdet for ikke at dukke op. Dog det præcise antal ikke er kendt, så estimeres det, at Simmons over disse måneder blev givet mere end 19 millioner dollars i bøde, hvilke gør ham til spilleren med flest penge betalt i bøder i NBA historien.

### Brooklyn Nets
Den 10. februar 2022, næsten et halvt år efter han stoppede med at spille for holdet, blev Simmons endeligt traded væk, da han blev traded til Brooklyn Nets, i en handel som sendte James Harden til Philadelphia. Problemerne for Simmons blev dog ikke løst af skiftet, og problemer med skader samt med mentalt helbred har markant reduceret mængden af basketball han har kunne spille.